# Ferrando II của Aragón
Ferrando II của Aragón (tiếng Aragón: Ferrando II d'Aragón, tiếng Tây Ban Nha: Fernando II de Aragón, tiếng Catalunya: Ferran II; 10 tháng 3 năm 1452 - 23 tháng 1 năm 1516), còn gọi là Fernando el Católico (Fernando Công giáo), là Quốc vương của Vương quyền Aragón, Sicilia, Naples, Valencia, Sardegna, và Navarra, đồng thời ông còn là Bá tước của Bá quốc Barcelona từ năm 1479 đến khi qua đời. Sau khi thành hôn với Nữ vương của Vương quyền Castilla, Isabel Người Công giáo, ông cũng trở thành Đồng quân vương, nhận Vương hiệu Fernando V của Castilla, theo luật jure uxoris, tức người chồng có quyền hạn trị vì lãnh thổ khi người vợ là người thừa kế hợp pháp. Sau khi Isabella qua đời, còn gián tiếp trị vì từ năm 1508 tới khi ông qua đời thông qua việc là nhiếp chính cho người con gái bị tâm thần là Juana I của Castilla.
Vì những chiến công bảo vệ Công giáo trước Hồi giáo, điển hình là chiến thắng vang dội trước Vương quốc Hồi giáo Granada, Ferrando và Isabel đã được Giáo hoàng Alexanđê VI phong làm Quân chủ Công giáo, los Católicos, và hai vợ chồng trở thành Song vương có danh tiếng nhất thế giới Công giáo khi ấy. Năm 1974, hai vợ chồng được phong tước hiệu Tôi tớ Chúa (Siervo de Dios) bởi Giáo hội Công giáo Rôma ở Lãnh địa Giáo hoàng, nhưng vẫn chưa được phong làm Á thánh, theo yêu cầu của Tín ngưỡng tôn giáo Jesus.

## Hậu duệ

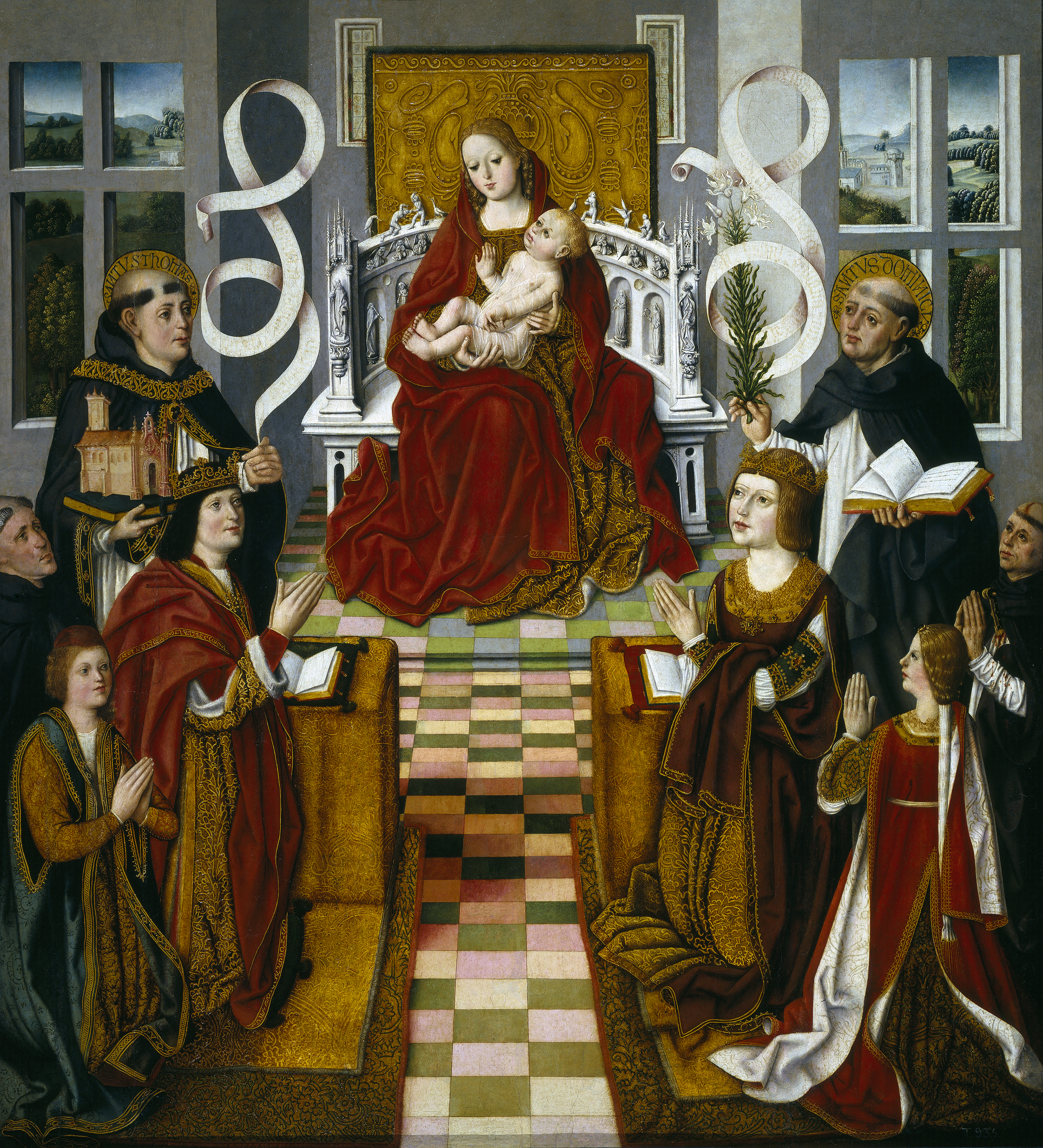
Bức tranh "La Virgen de los Reyes Católicos", thể hiện Song vương Fernando và Isabel cùng hậu duệ của hai người.

Cuộc hôn nhân của Fernando và Isabel có 5 người con, và từ 5 người con này mà hai người có rất nhiều hậu duệ. Theo đó, Ferdinand và Isabella liên tiếp sắp xếp các cuộc hôn nhân cho những người con này, đều là Quốc vương của một Vương quốc hoặc các nữ quý tộc có dòng dõi lớn. Trong một thời gian, rất nhiều hậu duệ của họ liên tiếp là Hoàng đế và Hoàng hậu, rồi Quốc vương và Vương hậu của rất nhiều quốc gia lớn nhỏ khác khắp Châu Âu, đặc biệt là thế hệ đời cháu đã khiến Ferdinand và Isabella trở thành cặp vợ chồng có tầm ảnh hưởng hậu duệ khắp Châu Âu đầu tiên trong lịch sử.
Điểm đặc biệt nhất, Ferdinand và Isabella đến tận thời điểm hiện tại vẫn là tổ tiên của rất nhiều gia tộc vương triều Châu Âu khác, đáng kể nhất có Felipe VI của Tây Ban Nha, Elizabeth II của Khối thịnh vượng chung, Albert II của Bỉ, Margrethe II của Đan Mạch, Harald V của Na Uy, Carl XVI Gustaf của Thụy Điển và Willem-Alexander của Hà Lan. Ngoài ra, nếu kể đến các Thân vương quốc, thì còn có Albert II, Thân vương Monaco và Hans-Adam II của Liechtenstein.
| Tên                                      | Chân dung | Ngày sinh và ngày mất                               | Ghi chú |
| ---------------------------------------- | --------- | --------------------------------------------------- | --- |
| Đời con                                  |           |                                                     | |
| Isabel, Vương hậu Bồ Đào Nha             |           | 2 tháng 10 năm 1470 - 23 tháng 8 năm 1498 (27 tuổi) | Kết hôn với Afonso, Thân vương Bồ Đào Nha, sau tái hôn với Manuel I của Bồ Đào Nha. Sau cái chết của em trai, Juan, Thân vương xứ Asturias, bà với tư cách là người con lớn nhất được cha mẹ mình chọn làm Trữ quân, nhưng sau đó bà cũng mất ngay sau em trai Juan. Sinh một con trai, Miguel da Paz, Thân vương Portugal.                                                                                       |
| Juan, Thân vương xứ Asturias             |           | 30 tháng 6 năm 1478 - 4 tháng 10 năm 1497 (19 tuổi) | Con trai duy nhất của Fernando và Isabel. Kết hôn với Margarete của Áo, con gái Hoàng đế Maximilian I của Thánh chế La Mã, sau khi Juan qua đời, Margarete trở thành Nữ Thống chế của chính quyền Hà Lan thuộc Áo. Không có hậu duệ. Margarete sinh ra một bé gái chết non sau khi John qua đời. |
| Juana I, Nữ vương của Castilla và Aragón |           | 6 tháng 11 năm 1479 – 12 tháng 4 năm 1555 (75 tuổi) | Trở thành Trữ quân sau khi chị cả Isabel qua đời. Kết hôn với Philipp el Hermoso, con trai của Hoàng đế Maximilian I của Thánh chế La Mã. Philip trở thành Quốc vương của Castilla sau khi hợp pháp hóa quyền vị với tư cách là chồng của Nữ vương Juana. Sinh ra 6 người con, trong đó có Hoàng đế Karl V của Thánh chế La Mã.                                                                                   |
| María, Vương hậu Bồ Đào Nha              |           | 29 tháng 6 năm 1482 - 7 tháng 3 năm 1517 (34 tuổi)  | Kết hôn với Manuel I của Bồ Đào Nha, sau khi chị cả Isabella qua đời. Ban đầu, bà được định hôn ước với Quốc vương James V của Scotland, nhưng sau cái chết của Isabella thì bà trở thành vợ kế của Manuel để giữ liên minh. Sinh ra 10 người con, trong đó có Quốc vương João III của Bồ Đào Nha, người thừa kế; và Isabel của Bồ Đào Nha - sau trở thành Hoàng hậu của Thánh chế La Mã, vợ của Hoàng đế Karl V. |
| Catalina, Vương hậu nước Anh             |           | 16 tháng 12 năm 1485 - 7 tháng 1, 1536 (50 tuổi)    | Kết hôn với Arthur, Thân vương xứ Wales, sau tái hôn với Henry VIII của Anh. Vì muốn ly hôn với bà để cưới Anne Boleyn, Vua Henry VIII đã ly khai khỏi Giáo hội Công giáo La Mã, thành lập nên Giáo hội Anh. Bà qua đời với tư cách là góa phụ của Thân vương Arthur. Sinh ra một người con gái, Mary I của Anh - sau này cưới Felipe II của Tây Ban Nha, con trai Hoàng đế Karl V của Thánh chế La Mã.           |